# Walter Jennings (cầu thủ bóng đá)
Walter Jennings (20 tháng 10 năm 1897 - 15 tháng 11 năm 1970) là một cầu thủ bóng đá chuyên nghiệp người Anh thi đấu ở vị trí thủ môn.